# Saint David's Island
Saint David's Island är en ö i Bermuda (Storbritannien).   Den ligger i parishen St. George's, i den östra delen av landet, 14 km nordost om huvudstaden Hamilton. Arean är 2,6 kvadratkilometer.
Terrängen på Saint David's Island är mycket platt. Öns högsta punkt är 48 meter över havet.